# Fiat 1100
Fiat 1100 reprezintă o serie de automobile compacte produse de producătorul italian Fiat între anii 1953 și 1969. Acest model a fost conceput ca succesor al Fiat 1100 E, un derivat al versiunii prebelice cu caroserie pe șasiu Fiat 508 C Balilla 1100. Modelul 1100 a fost modernizat treptat până când a fost înlocuit de noul Fiat 128 în 1969. Au existat, de asemenea, o gamă de vehicule comerciale ușoare ale modelului 1100, cunoscute mai târziu sub numele de Fiat 1100T, care au rămas în producție până în 1971. Modelul Fiat 1100 D a avut o durată semnificativă de producție în India, unde compania Premier Automobiles a continuat să îl fabrice până la sfârșitul anului 2000.

## Context
Similar cu alți producători de automobile, după Al Doilea Război Mondial, Fiat a continuat să producă și să modernizeze modelele din perioada interbelică. Primul model original postbelic al companiei a fost Fiat 1400, introdus în 1950. Acesta a reprezentat prima mașină Fiat cu caroserie portantă, înlocuind modelul Fiat 1500 din 1935.
Modelul intermediar dintre Fiat 1500 și micul 500 a fost 1100 E, ultima evoluție a modelului 508C Nuova Balilla 1100, lansat pentru prima dată în 1937. Succesorul acestuia, cunoscut sub codul Tipo 103, urma să utilizeze caroserie portanta, iar motorul de 1,1 litri al modelului 1100 E a fost păstrat neschimbat.
Similar cu alți producători de automobile, după Al Doilea Război Mondial, Fiat a continuat să producă și să modernizeze modelele care au fost inițial lansate în perioada interbelică. Primul model original postbelic al companiei a fost Fiat 1400, introdus în 1950. Acesta a reprezentat prima mașină Fiat cu caroserie portantă, înlocuind modelul Fiat 1500 din 1935.

## 1100

### 1953: 1100/103

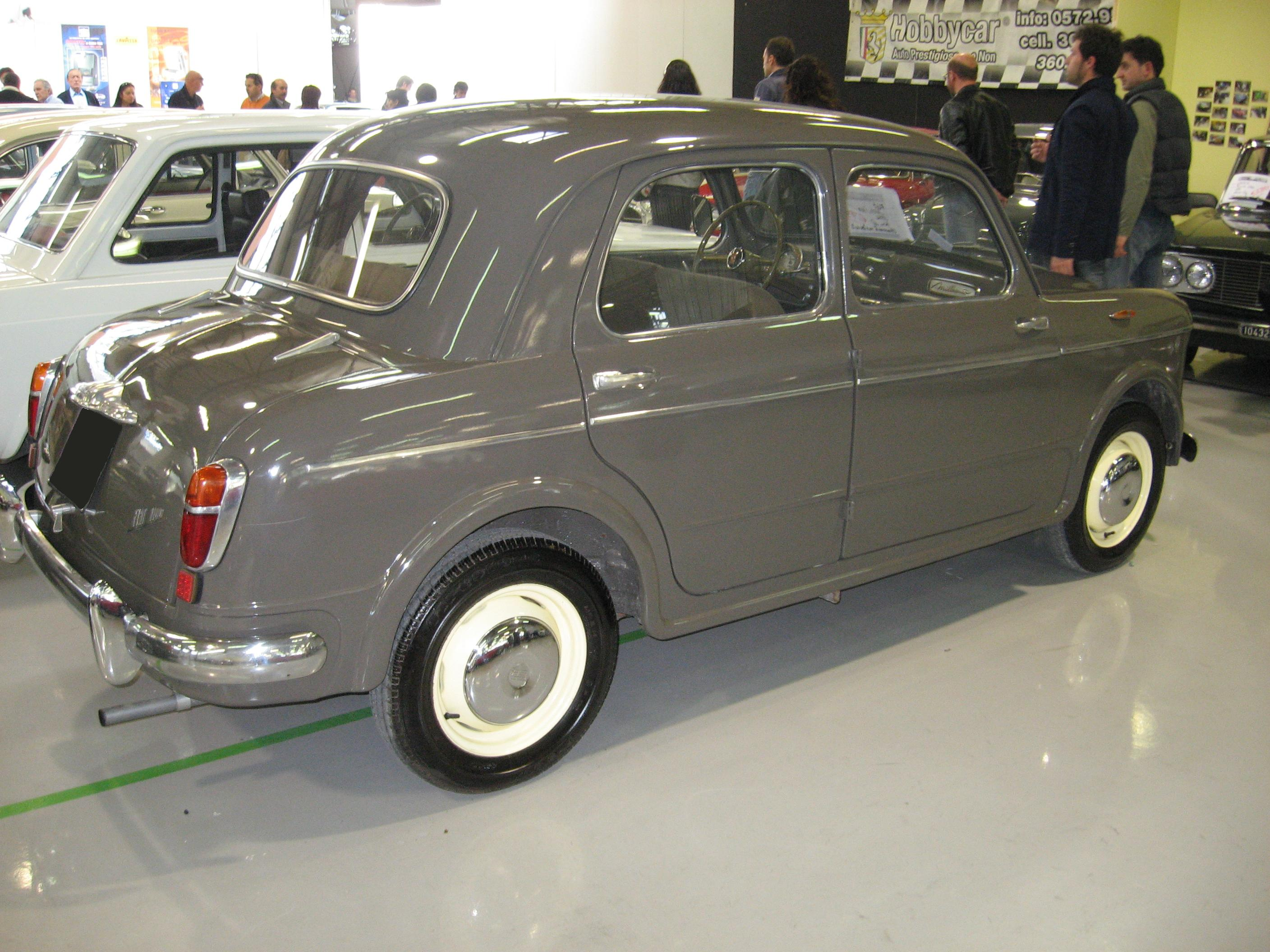
1100/103 original

Fiat Nuova 1100, cunoscut și sub numele de Fiat 1100/103 conform codului intern al proiectului, a fost lansat oficial în aprilie 1953 la Salonul Auto de la Geneva. Spre deosebire de 1100 E pe care l-a înlocuit, 103 avea o caroserie modernă cu patru uși, de tip pontoon, și structură portanta, ambele introduse pentru prima dată în gama Fiat odată cu modelul 1400 din 1950.
În timp ce caroseria modelului 103 era complet nouă, motorul acestuia provenea dintr-o linie bine testată. Motorul inițial a debutat în 1937 pe predecesorul modelului 1100 E, 508 C Balilla 1100. Actualizat sub denumirea de tip 103.000, motorul de 1.089 cm³ cu patru cilindri și supape în cap, alimentat de un carburator vertical Solex sau Weber, dezvolta o putere de 36 CP CUNA (26 kW) la 4.400 rpm, oferind o creștere de doar un cal-putere față de modelul 1100 E. Transmisia manuală cu patru trepte avea sincronizare pe ultimele trei trepte și o manetă de schimbare a vitezelor montată pe coloană, o soluție la modă în acea perioadă. Viteza maximă a vehiculului era de 116 km/h.
Noul model era oferit în două versiuni diferite: spartanul Tipo A și versiunea mai bogată Tipo B. Prima variantă era disponibilă exclusiv într-o nuanță de maro-cenușiu, avea scaune față separate în locul unei banchete, trimuri exterioare reduse și nechromate, precum și lipsa unui sistem de încălzire și ventilație. Modelele exportate cu volan pe dreapta ale variantei Tipo A erau disponibile doar în culoarea neagră, fiind echipate și cu un sistem de încălzire și ventilație. De asemenea, acestea aveau trimuri laterale ușor mai late decât variantele Tipo B.
Pe versiunile cu volan pe stânga ale ambelor variante, Tipo A și Tipo B, bordul avea un ecuson mare din plastic (în partea dreaptă) inscripționat „Millecento”, care acoperea orificiul unde se putea instala un radio. Totuși, pe modelele cu volan pe dreapta, acest ecuson, amplasat în partea stângă, era inscripționat cu „Fiat 1100” pe Tipo A și „Millecento” pe Tipo B. Un element distinctiv al modelelor 103 din anii 1950 erau ușile, toate articulate pe stâlpul central. Acest lucru s-a schimbat abia în 1960, când modelul 1100 a început să adopte caroseria mai modernă a modelului Fiat 1200 Granluce. 

#### 1100 TV
La Salonul Auto de la Paris din octombrie 1953, Fiat a lansat o versiune sportivă a modelului 103, denumită 1100 TV—prescurtare pentru Turismo Veloce. Modelul TV era echipat cu un motor îmbunătățit (tip 103.006), care dezvolta 48 CP CUNA (35 kW) la 5.400 rpm, față de 36 CP (26 kW) ale versiunilor standard, datorită unui carburator dublu Weber și unui raport de compresie mai ridicat de 7,4:1 (comparativ cu 6,7:1). În 1954, raportul de compresie a fost mărit la 7,6:1, iar puterea a ajuns la 50 CP CUNA. Viteza maximă a modelului TV era de 135 km/h.
O altă diferență mecanică notabilă era arborele de transmisie, format din două piese în loc de una, pentru a reduce vibrațiile torsionale intensificate de puterea crescută a motorului.

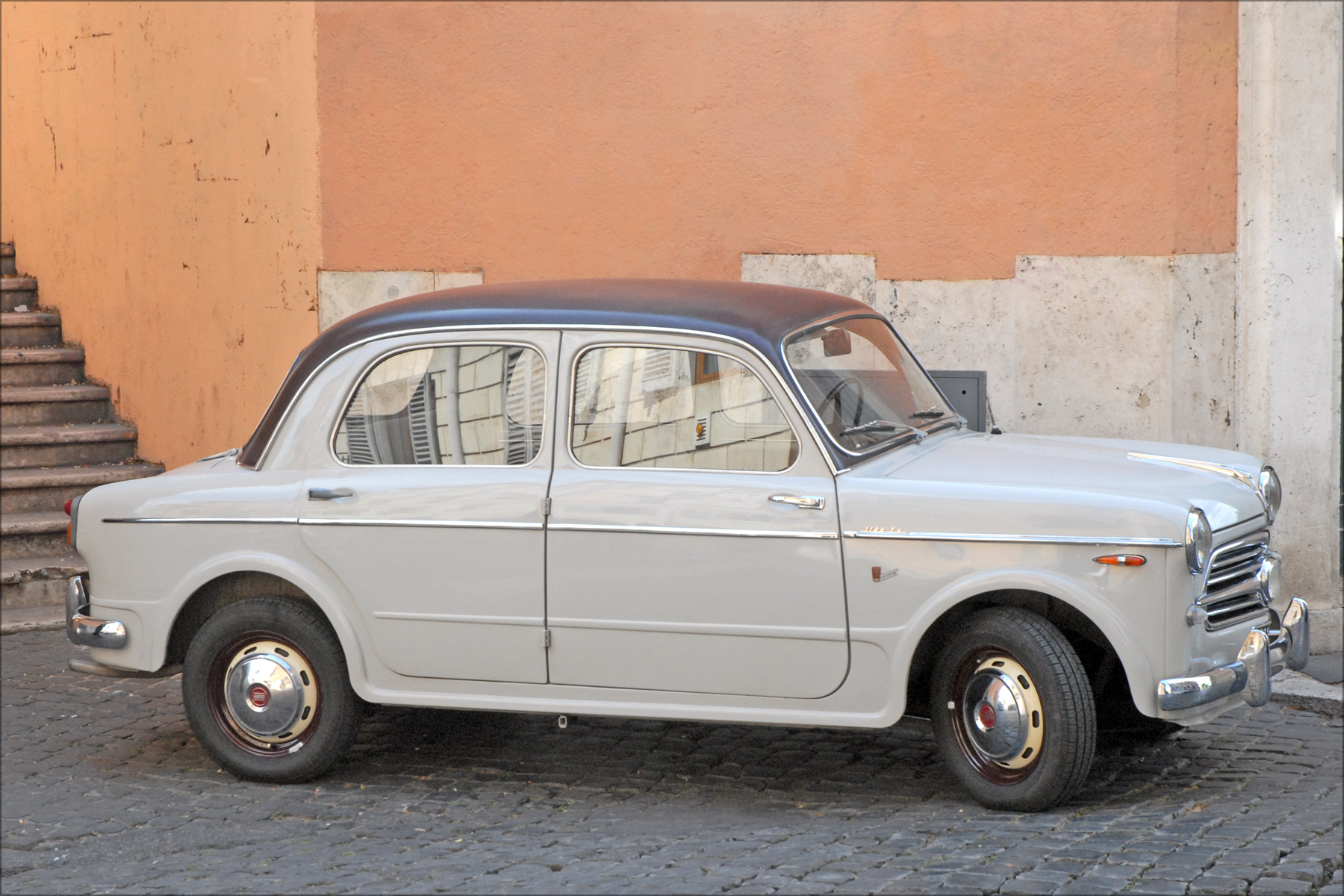
Versiunea de vârf: 1100/103 TV

Caroseria modelului TV, realizată de departamentul Carrozzerie Speciali al Fiat, se distingea printr-un geam spate mai mare și curbat, precum și prin aripi spate proeminente, care susțineau stopuri de formă diferită. Un element distinctiv al modelului TV era un singur proiector pentru ceață, integrat în grilă și flancat de două „mustăți” cromate. Alte elemente exterioare specifice includeau bare laterale cromate mai groase inscripționate „1100 TV” și „Fiat Carrozzerie Speciali”, un ornament mai înalt pe capotă, capace de roți speciale și anvelope cu flanc alb.
Un element distinctiv al modelului TV era un singur proiector pentru ceață, integrat în grilă și flancat de două „mustăți” cromate. Alte elemente exterioare specifice includeau bare laterale cromate mai groase inscripționate cu „1100 TV” și „Fiat Carrozzerie Speciali”, un ornament mai înalt pe capotă, capace de roți speciale și anvelope cu flanc alb.
Standard, modelul TV era vopsit în culori bicromatice, cu acoperișul și jantele realizate în nuanțe contrastante. Interiorul includea un volan cu două spițe din celuloiză în stil „carapace de țestoasă”, tapiserie din material textil și vinil bicolor, covorașe integral colorate și, până la sfârșitul anului 1954, scaune sport rabatabile opționale în locul banchetei standard.
La un preț de 1.225.000 lire italiene (preț în 1953), Fiat 1100 TV era semnificativ mai costisitor decât versiunile standard Tipo A și B, care costau respectiv 945 și 975 mii lire.
Modelul TV a fost apreciat de clienții sportivi ai Fiat, care l-au înscris în numeroase competiții; printre cele mai prestigioase succese se numără câștigarea clasei la Mille Miglia 1954 și 1955, precum și o victorie absolută la raliul trans-african Cape Town–Algiers din 1954.

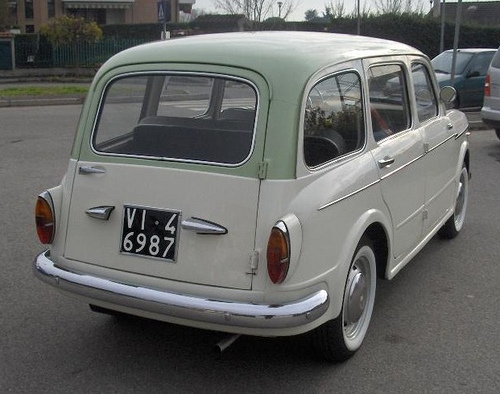
1100 Familiare, aici un model din 1958

#### 1100 Familiare
Un nou stil de caroserie pentru modelul 1100 a fost prezentat la Salonul Auto de la Geneva din 1954, o versiune break cu cinci uși denumită 1100 Familiare. În alte țări, modelul era cunoscut sub denumirile 1100 Family, 1100 Familiale, 1100 Kombiwagen sau 1100 Familiar, în funcție de limba locală: engleză, franceză, germană și spaniolă.
Portiera spate era articulată lateral, iar bancheta din spate, acoperită cu vinil, putea fi pliată pentru a forma o suprafață plană de încărcare, capabilă să susțină o sarcină de 300 kg. O a treia banchetă cu două locuri, amplasată în față, permitea transportul unui al cincilea și al șaselea pasager, putând fi pliată la nivelul podelei portbagajului când nu era utilizată. Din punct de vedere mecanic, în afară de anvelopele mai înalte, modelul Familiare era identic cu berlina standard.

#### 1100 TV Trasformabile

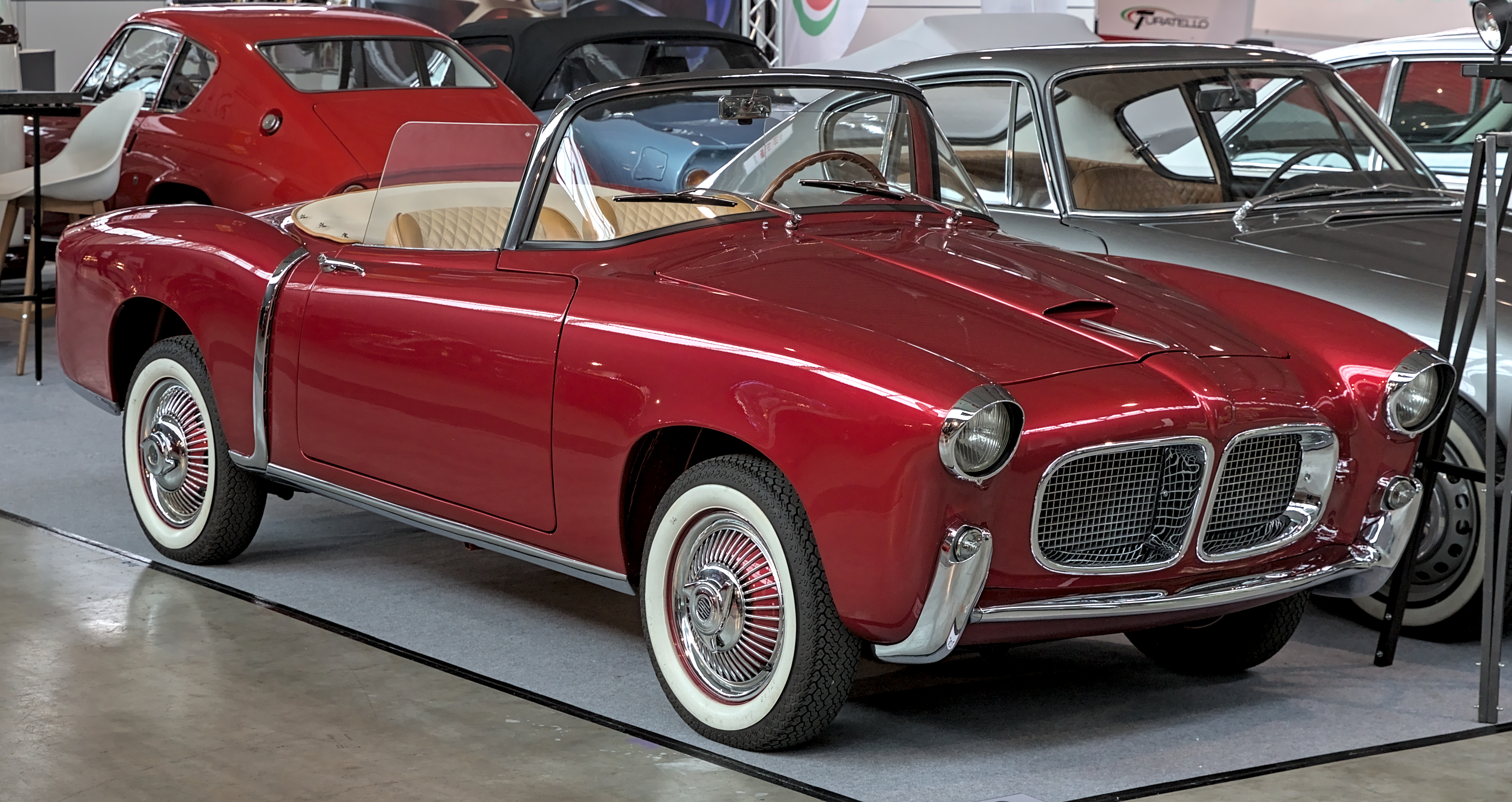
Fiat 1100 TV Trasformabile

Modelul 1100/103 TV Trasformabile, un roadster cu două locuri, a fost lansat în martie 1955 la Salonul Auto de la Geneva din 1955. Acesta a fost bazat pe mecanica modelului 1100 TV. Similar berlinei Turismo Veloce, designul cu influențe americane al modelului Trasformabile a fost realizat de Dipartimento Carrozzerie Derivate e Speciali, departamentul de caroserii speciale al Fiat, condus de inginerul și designerul Fabio Luigi Rapi.
Au fost fabricate 571 de exemplare din prima serie Trasformabile. În 1956, modelul a beneficiat de o actualizare care a inclus un motor mai puternic (cu trei cai-putere suplimentari) și o suspensie spate modificată; au fost fabricate încă 450 de exemplare.
În 1957, a fost produs un model tranzitoriu al 1100 TV Trasformabile, caracterizat printr-un stil exterior actualizat, păstrând în același timp un interior identic, înainte de lansarea modelului 1200 Trasformabile. Aceste modele de tranziție sunt extrem de rare și au fost destinate în principal piețelor de export. Odată cu lansarea modelului 1200 Trasformabile în același an, acesta a fost echipat cu un motor mai puternic de 55 PS (40 kW) (1221 cm³). Producția acestui model a continuat până în 1959, cu aproximativ 2.360 de exemplare fabricate. Versiunea de 1,2 litri a primit și mici modificări la designul frontal și posterior, cea mai vizibilă fiind farurile mai mari.

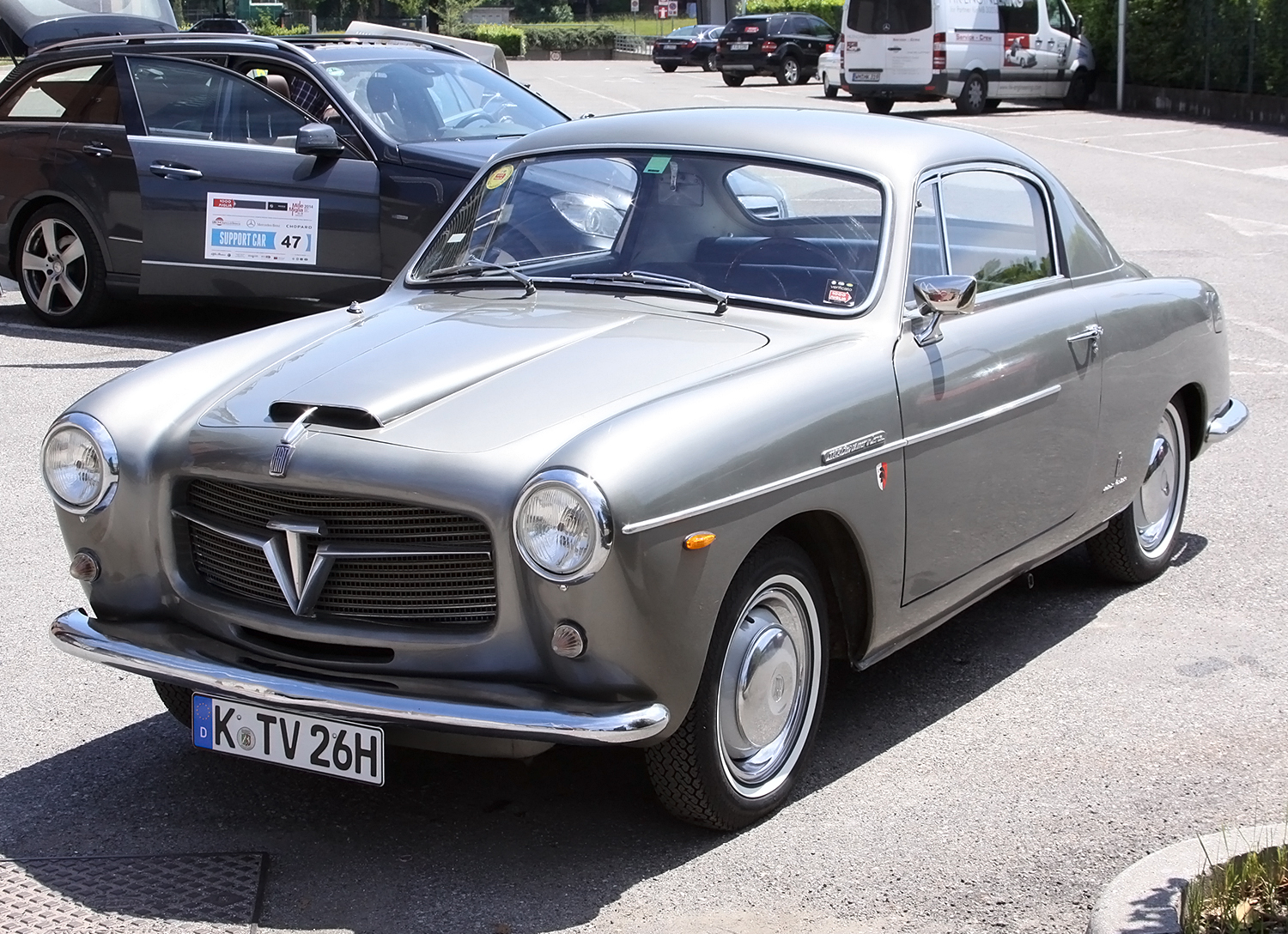
1954 Fiat 1100 TV coupé Pinin Farina

#### 1100 TV coupé Pinin Farina
Între 1954 și 1956, carosierul italian Pinin Farina a produs și vândut independent un coupé 2+2 cu două uși, bazat pe mecanica modelului 1100 TV, într-o serie mică de aproximativ 780 de exemplare. Designul a fost prezentat pentru prima dată la Salonul Auto de la Paris din 1953, iar un exemplar a fost înscris de Umberto Agnelli într-o competiție desfășurată în 1954 lângă Torino, Cupa Orbassano de 6 ore.
Caroseria construită manual era realizată din oțel, având uși, capotă și capacul portbagajului din aluminiu; începând cu 1955, a fost utilizat un geam spate panoramic, similar cu cel întâlnit la modelele Ferrari caroserii Pininfarina.

### 1956: 1100/103 E

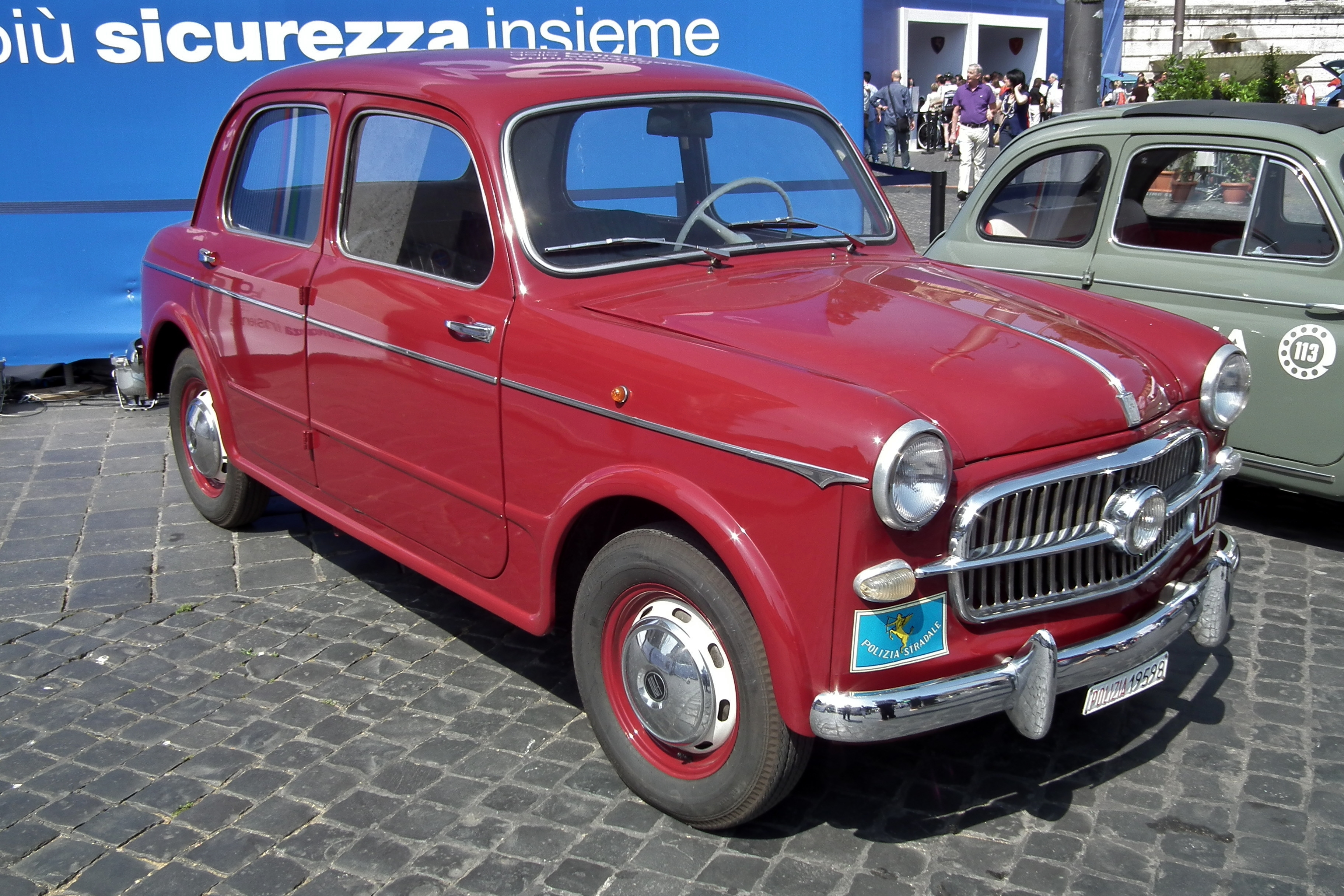
Fiat 1100/103 E al poliției italiene

În iunie 1956, după trei ani și 257.000 de automobile produse, întreaga gamă 1100/103 a fost actualizată. Noua serie a primit codul de tip 103 E. Toate modelele—berlinele tip A și B, Familiare, TV și TV Trasformabile—au fost continuate.
Raportul de compresie al motorului standard a fost crescut la 7:1, iar al motorului Turismo Veloce la 8:1, rezultând în creșterea puterii la 40 CP CUNA la 4.400 rpm și respectiv 53 CP CUNA la 5.200 rpm.
Berlinele standard au primit ornamente cromate noi și o grilă a radiatorului reproiectată, caracterizată prin bare verticale și o lampă de ceață dreptunghiulară în mijloc, în stilul modelului TV. Modelul TV a avut o grilă similar reproiectată, dar cu două lămpi de drum dreptunghiulare, amplasate sub fiecare far.
Interiorul a fost de asemenea modernizat, incluzând un nou tablou de bord cu vitezometru tip bandă, un volan din plastic de culoare fildeș și o față inferioară a bordului tapițată. Alte noutăți includ un torpedo, cotiere pe toate cele patru panouri de uși redesenate, tapițerie bicoloră pentru scaune și un spălător de parbriz. Spațiul pentru bagaje a fost îmbunătățit prin adoptarea unui spătar rabatabil pentru bancheta spate și mutarea roții de rezervă sub podeaua portbagajului.
Roadsterul Trasformabile a fost și el actualizat conform specificațiilor TV ale seriei 103 E. Modelul 103 E TV Trasformabile poate fi identificat prin detalii precum semnalizatoarele, care nu mai erau susținute de tije cromate, ci atașate direct pe aripile frontale.

### 1958: 1100/103 D
În septembrie 1957, modelul 1100 a fost din nou actualizat, devenind modelul anului 1958, cu modificări notabile, inclusiv un spate complet redesenat. Noul model a primit codul de tip 103 D și a fost prezentat la Salonul Auto de la Paris din octombrie, alături de noul 1200 Granluce.
Modelul 1200 Granluce, un sedan de lux, a fost derivat din modelul 1100, fiind echipat cu o caroserie actualizată și un motor cu capacitatea cilindrică mărită la 1,2 litri, înlocuind astfel modelul 1100 TV. Prin urmare, gama 1100 a rămas temporar fără o variantă premium, fiind compusă exclusiv din două modele: sedan și break, ambele dotate standard cu un plafon vopsit într-o culoare contrastantă.
Spatele nou al sedanului a fost extins și a inclus aripi posterioare redesenate. Volumul portbagajului a fost mărit, iar luneta a fost de asemenea extinsă pentru a spori vizibilitatea. În schimb, caroseria modelului break a rămas neschimbată din punct de vedere structural; au fost adăugate contraforturi în culoarea caroseriei pentru a integra noile lumini posterioare. Aproape toate elementele ornamentale exterioare au fost înlocuite, inclusiv mânerele ușilor și semnalizatoarele.
Caracteristicile distinctive ale modelului lansat în 1958 includ o grilă frontală nouă, compusă din bare verticale subțiri intersectate de patru bare orizontale, având inscripția Millecento (1100 scris în italiană) în centru, precum și ornamente cromate "escalonate" pe părțile laterale ale caroseriei.
Din punct de vedere tehnic, principalele îmbunătățiri au fost sistemului de frânare optimizat, cu saboți autocentrați și tamburi lărgiți, echipați cu nervuri transversale în locul celor longitudinale. Puterea motorului a crescut de la 40 la 43 CP la 4.800 rpm, datorită instalării unui carburator mai mare, unei noi chiulase din aluminiu, și unui colector de admisie răcit cu apă, prevăzut cu canale individuale pentru fiecare cilindru. Viteza maximă a crescut corespunzător, atingând 125 km/h.

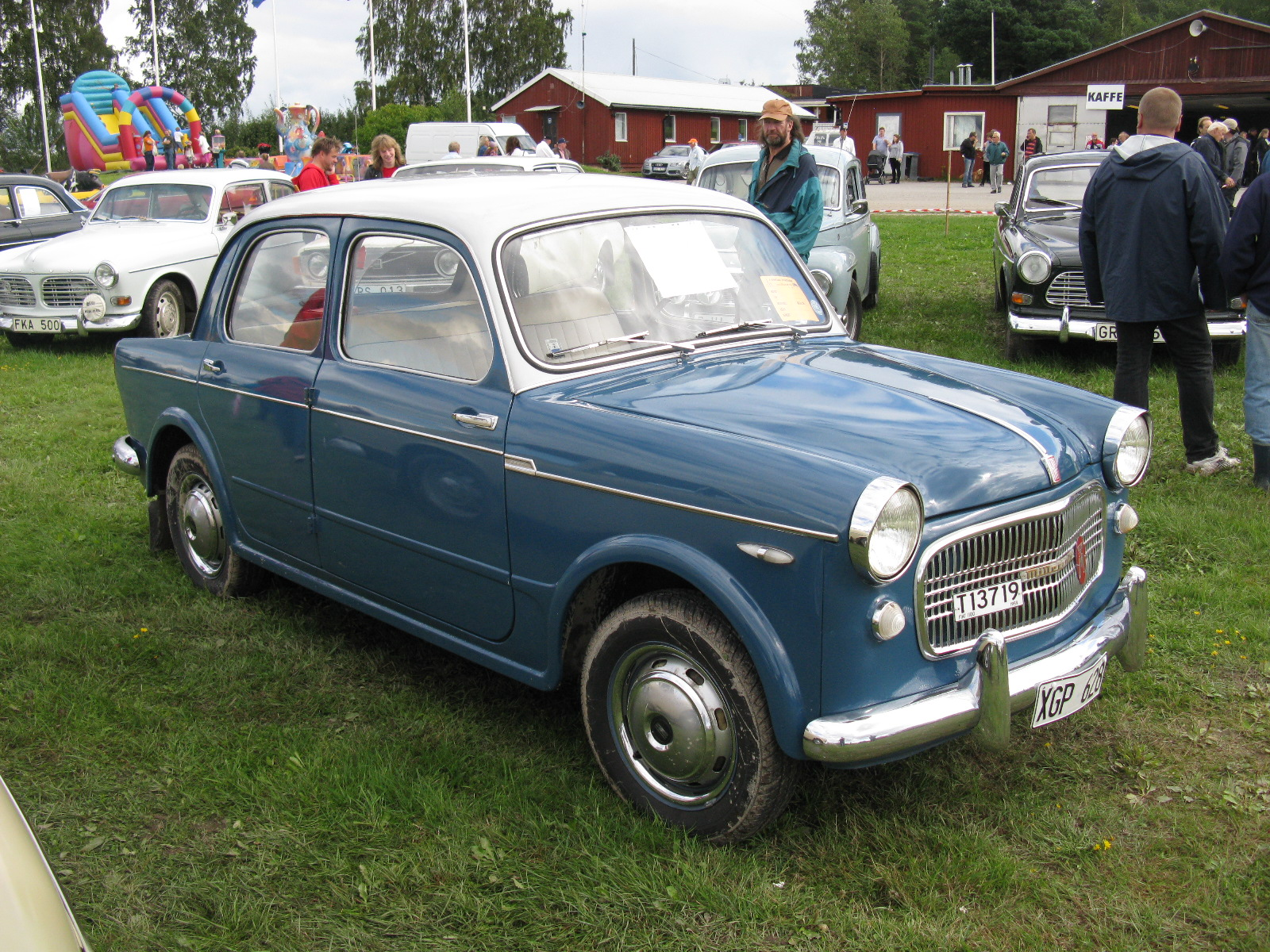
1958 Fiat 1100/103 D
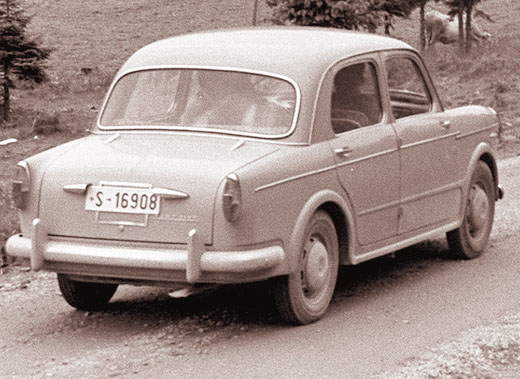
Partea posterioară redesenată a modelului 103 D

### 1959: 1100/103 H Lusso

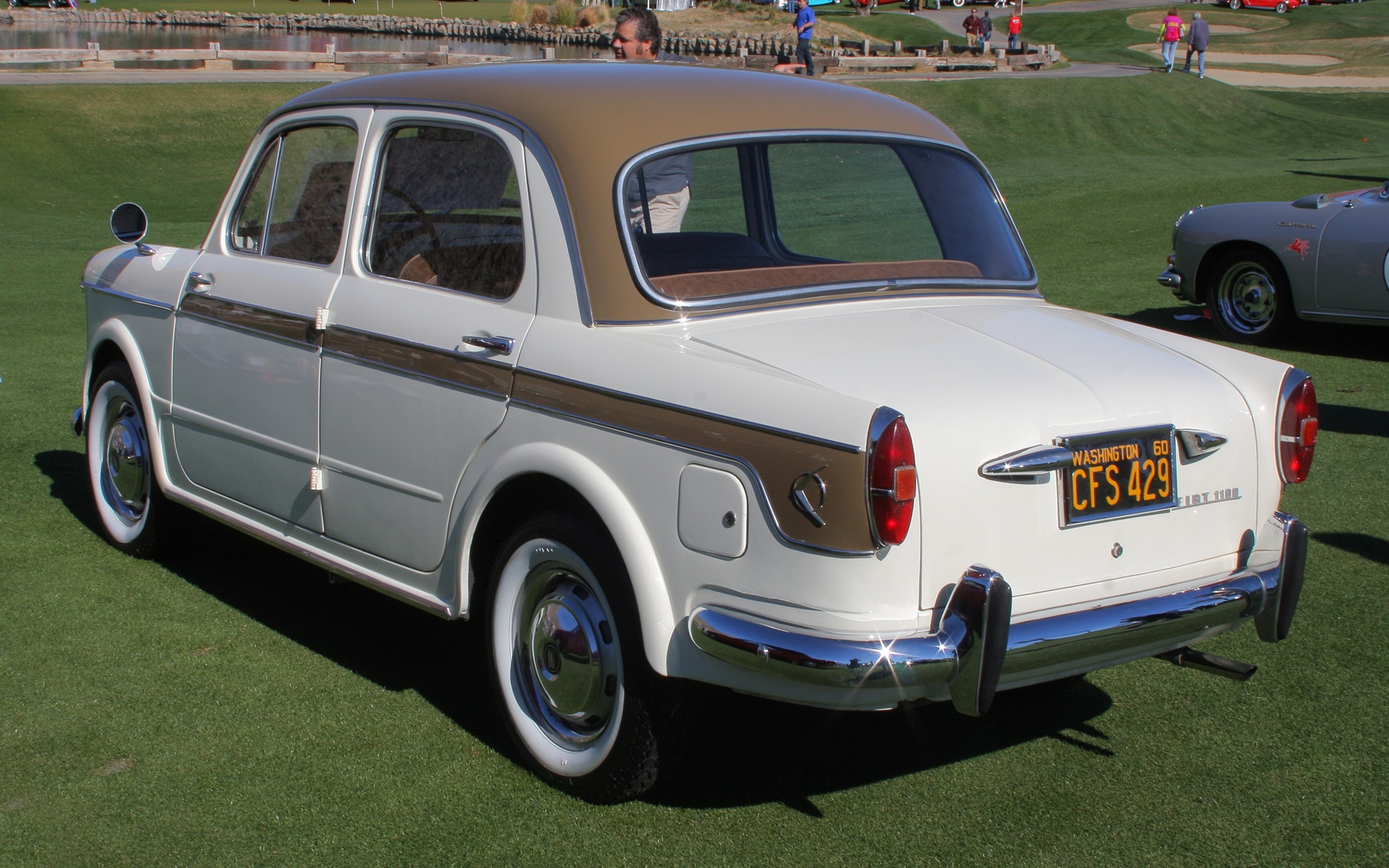
1960 Fiat 1100 Lusso

În 1959, Fiat a reintrodus în gama 1100 un model de lux, poziționat între sedanul standard și modelul 1200 Granluce: 1100 Lusso (tip 103 H), denumit pe piețele externe și De Luxe sau Luxus.
Modelul Lusso, bazat pe caroseria din 1958 a seriei 1100, se distingea printr-un design exterior rafinat. Pentru prima dată la un model 1100, emblema Fiat a fost mutată de pe capotă în centrul grilei, care acum prezenta un radiator cu plasă pătrată. Pe părțile laterale, ornamentul cromat era segmentat, delimitând o bandă contrastantă de culoare (în armonie cu plafonul), care se extindea de la ușile din față până la capătul panourilor laterale spate, unde era plasat un ornament decorativ placat cu alamă. Orificiul pentru alimentarea rezervorului de combustibil era ascuns sub o clapetă cu încuietoare. Alte detalii distinctive includeau capace noi pentru roți și barele de protecție dotate cu amortizoare înalte, protejate de garnituri din cauciuc.
Interiorul era echipat cu un raft capitonat cu vinil situat sub bord și deflectoare de vânt montate pe geamurile laterale față.
Datorită unui carburator dublu-corp și a unui raport de compresie mai mare, de 7,85:1, motorul de 1,1 litri al modelului Lusso dezvolta 50 PS CUNA (37 kW) (55 PS SAE), în comparație cu 43 PS CUNA ai modelului 1100 din 1958. Viteza maximă a modelului atingea 130 km/h.
O altă diferență față de sedanurile standard era utilizarea unui arbore de transmisie din două piese, preluat de la modelele TV sedan.

### 1960: 1100/103 H Export și Special
La sfârșitul anului 1960, modelele 1100/103 D din 1958 și 1100/103 H Lusso au fost înlocuite de trei variante noi, prezentate oficial la Salonul Auto de la Torino din noiembrie 1960: 1100 Export, 1100 Special (varianta mai scumpă) și break-ul 1100 Familiare.
Denumirea modelului Special varia în funcție de piață—de exemplu, în Italia era numit Speciale, iar în Germania Spezial. Diferența principală între sedanurile Special și Export era caroseria: Export folosea caroseria modelului 103 H Lusso, în timp ce Special a devenit primul model 1100 cu patru uși articulate în față, preluând caroseria mai modernă a modelului 1200 Granluce. În rest, cele două sedanuri aveau finisaje interioare și dotări aproape identice. Ambele modele au pierdut ornamentele elegante și schemele complexe de vopsire ale modelelor Granluce și Lusso—deși acoperișul într-o culoare contrastantă rămânea opțional pe modelul Special. Elementele ornamentale se limitau la o bandă cromată laterală și anvelope cu pereți albi, banda fiind mai lată pe modelul Special.
Export, Special și Familiare aveau același design frontal ca modelele Lusso și Granluce restilizate în 1959. Atât partea frontală, cât și cea posterioară erau echipate cu bare de protecție mai simple, având amortizoare mai puțin voluminoase și fără inserții din cauciuc. Modelul Familiare a păstrat ușile articulate în spate și a suferit modificări minore la exterior, primind noua grilă, dar menținând în rest caracteristicile structurale ale predecesorului său. Acesta utiliza motorul și codul de șasiu 103 H.
Motorul, de tip 103 H, era echipat cu două carburatoare și dezvolta 50 CP, asigurând o viteză maximă de 130 km/h. Datorită noilor suporturi flexibile din cauciuc, arborele de transmisie din două piese a fost înlocuit cu unul simplificat, dintr-o singură piesă, chiar și pentru motorul mai puternic. De asemenea, pentru modelul Special era disponibil opțional un ambreiaj automat Saxomat.
În timpul producției modelului Special, procesul de fabricație a fost modificat, eliminând crestele decorative prezente din 1953, care se extindeau de la aripa din față până la ușa din față.
Modelele 1100 Export și Special au rămas disponibile pe piață până în 1962, când au fost înlocuite de Fiat 1100 D.
De asemenea, modelul 103 D Export a fost produs în Argentina între 1960 și 1963 de către Fiat Someca Concord S.A.C.I. în Ferreyra, provincia Córdoba. Au fost fabricate 23.152 de unități.

### Producția în India de către PAL
Fiat 1100/103 a fost importat în India și comercializat de Premier Automobiles Limited (PAL). Modelul mai vechi era cunoscut sub numele de Millecento, iar cel cu farul central pe grila frontală (1100/103 E) purta denumirea Elegant. În 1958, a fost lansat modelul 1100/103 D, echipat cu aripi de tip tailfin, denumit Select. Ulterior, în 1961, a apărut versiunea îmbunătățită, Super Select. Până în 1964, modelul 1100 D a fost introdus și asamblat în India de către PAL, utilizând în mare parte componente fabricate în India. În India, era considerat o alternativă mai sportivă față de Hindustan Ambassador.

### 1100 D

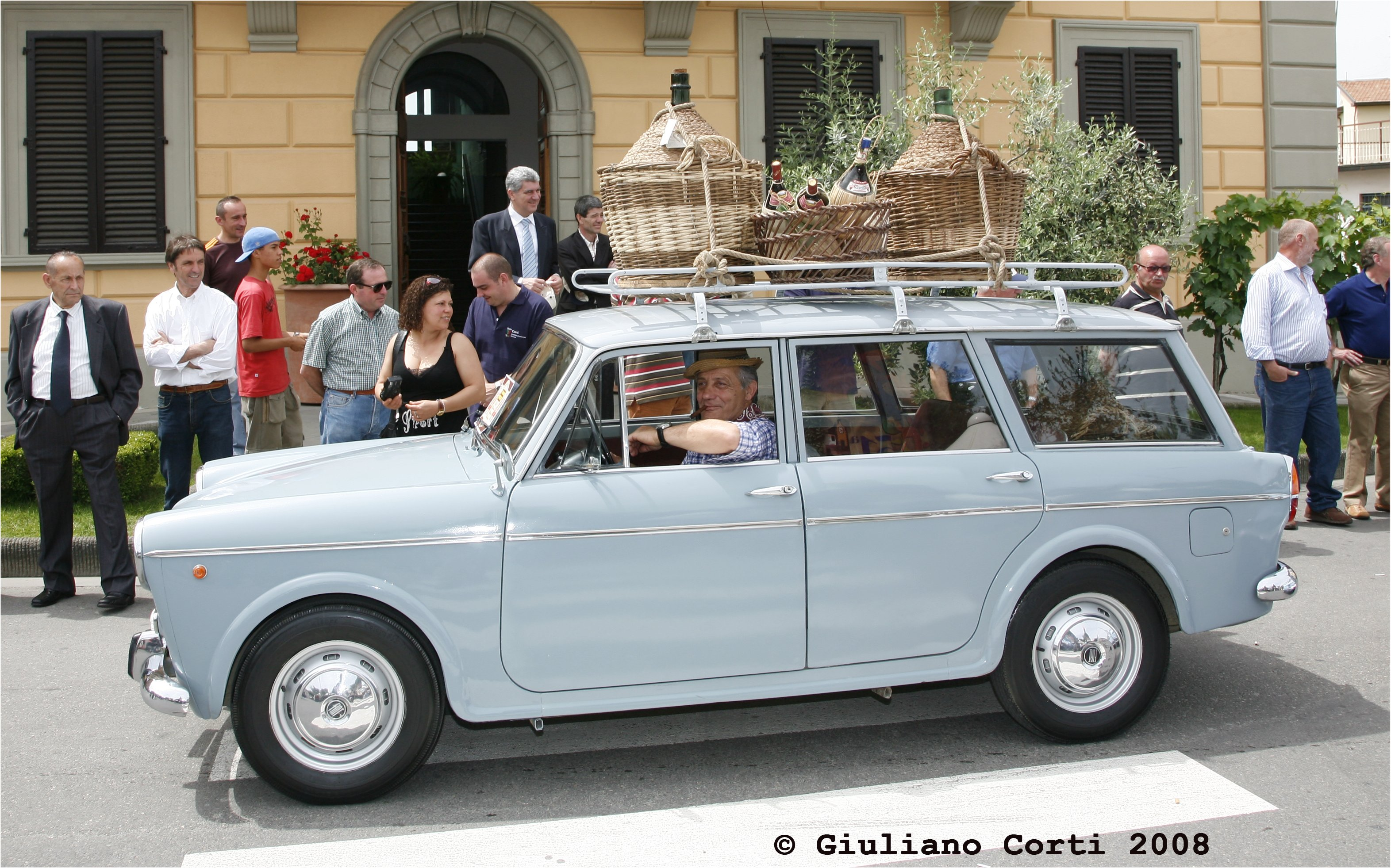
Fiat 1100 D Familiare

În 1962, Fiat a introdus a treia generație a modelului 1100, denumită 1100 D. Acest sedan cu patru uși prezenta un design exterior similar cu cel al modelului Granluce, dar cu laturi simplificate și un capotaj frontal nou, caracterizat printr-o formă dreptunghiulară și un aspect mai sobru. Modelul 1100 D a fost un automobil de succes la începutul anilor ’60 fiind disponibil și în variantele Familiare (break) și Deluxe. Varianta Deluxe oferea o performanță îmbunătățită, cu un motor ce dezvolta 55 CP (37 kW), alături de elemente ornamentale suplimentare, scaune frontale de tip banchetă cu spătare reglabile, și covorașe din mochetă. Spătarul banchetei din spate putea fi rabatat, facilitând transportul obiectelor lungi. Modelul 1100 D a rămas în producție fără modificări majore până în 1966, când introducerea modelului inovator Fiat 124 a marcat o schimbare de stil. Inițial, motorul genera o putere de 40 CP (29 kW), aceasta fiind ulterior crescută la 43 CP (32 kW).
Fiat 1100 D a fost produs sub licență în India de Premier Automobiles Limited începând cu anul 1964. Inițial, vehiculul a fost comercializat sub denumirea Fiat 1100 D, ulterior devenind Premier President pentru modelul din 1972 și Premier Padmini între 1974 și 2000, când producția a fost întreruptă. În 1993, a fost introdusă o versiune diesel echipată cu un motor de 1.366 cm³, dezvoltat în colaborare cu FNM din Italia, sub denumirea Premier Padmini 137D. Producția s-a desfășurat până la închiderea fabricii de automobile în anul 2000.

### 1100 R

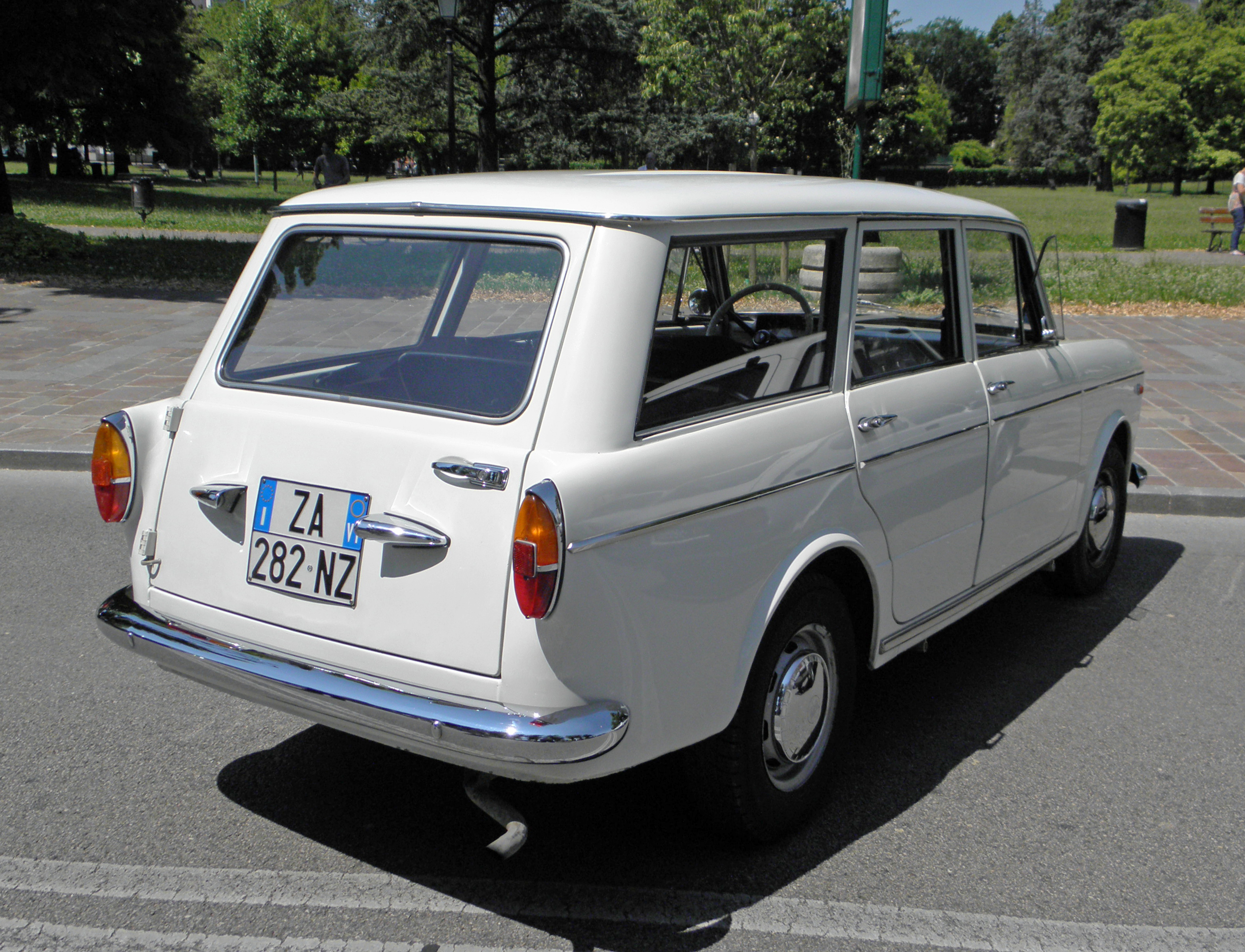
Fiat 1100 R Familiare, vedere din spate

Ultimul model al gamei 1100, Fiat 1100 R ("R" semnificând Rinnovata; "revizuit"), a fost lansat în februarie 1966. Acesta prezenta un design mai alungit, cu linii drepte și subțiri, un spate pătrat și un aspect frontal asemănător cu cel al modelului Fiat 124. Elementele stilistice includeau o reducere suplimentară a aripilor vestigiale, iar grupurile de lumini spate, de formă rotundă, au fost preluate de la modelul Fiat 850, înlocuind designul vertical prezent pe Fiat 1100 D. Pentru a evita suprapunerea cu Fiat 124, motorul mai mare a fost eliminat, Fiat 1100 R fiind oferit exclusiv cu motorul de 1.089 cm³, având un raport de compresie de 8:1 și o putere nominală de 48 CP (36 kW). Acest motor, caracterizat printr-un diametru de cilindru mai îngust, fusese introdus inițial în modelul 508 C Balilla 1100 din 1937.
Ambreiajul și cutia de viteze au suferit puține modificări, însă reintroducerea schimbătorului de viteze montat pe podea, amplasat între scaunele din față și conectat la cutia de viteze printr-un sistem de legături cu tijă, a fost apreciată de presa auto. Totuși, lipsa sincronizării pe prima treaptă de viteză a evidențiat faptul că designul tehnic începea să devină învechit. Între cutia de viteze și diferențial, arborele de transmisie a fost acum împărțit în două părți cu trei cuple. Interiorul a fost parțial simplificat, utilizându-se componente de la modelul Fiat 850, precum volanul.
Portbagajul a fost extins, beneficiind de o ușoară creștere a lungimii totale a vehiculului și de o organizare optimizată a roții de rezervă, amplasată sub podea, și a rezervorului de combustibil, poziționat în aripa din spate, pe partea dreaptă. Partea din spate a modelului Familiare a rămas în mare măsură neschimbată, păstrând designul anterior al luminilor spate.
Fiat 1100 R a fost înlocuit în octombrie 1969 de modelul Fiat 128, lansat cu cinci luni înainte. Fiat 1100 R a fost asamblat și de Neckar-Automobilwerke în Heilbronn, Germania, sub denumirea Neckar 1100 Millecento, având mici diferențe de design față de versiunea originală.

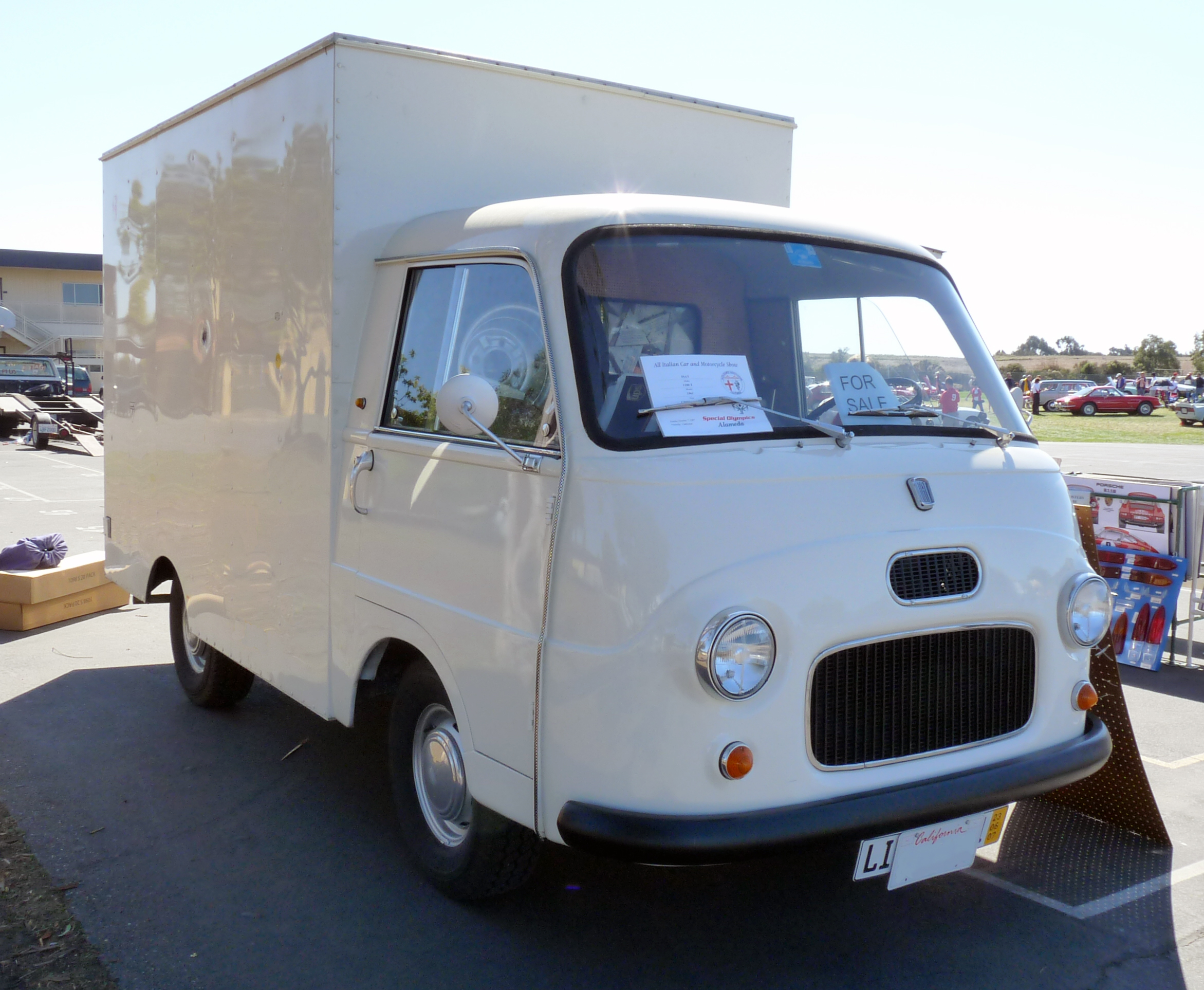
1960s Fiat 1100T

### 1100 T
Fiat 1100 T a fost produs din 1957 ca furgon, camionetă și microbuz. Vehiculul era echipat cu un motor în linie de 1.089 cm³ (tip 103 D.007), dezvoltând 38 CP (28 kW) la 4.800 rpm, și atingea o viteză maximă de 90 km/h .
În 1959, a fost lansat succesorul, Fiat 1100 T2, echipat cu un motor de 1.222 cm³, capabil să genereze 45 CP (33 kW). Producția a continuat cu actualizări succesive ale motorizării până în 1971, când modelul 1100 T4 a marcat finalul seriei.